# 青山敏弘
青山敏弘（1986年2月22日—），日本足球運動員，司職中場，現效力日職球隊廣島三箭，日本國家足球隊成員。

## 早期生涯
1986年2月22日，青山敏弘出生于日本冈山县。1992年4月，青山敏弘在连岛西浦小学读一年级的时候，就在当地川鉄SS俱乐部队开始踢足球。2001年，青山敏弘考入冈山县作阳高中。2002年，青山敏弘在冈山县作阳高中校足球部监督野村雅之指导下，开始为校队正规中场球员。

## 俱乐部生涯
2003年7月，青山敏弘作为特别指定选手在广岛三箭进行登记。
2004年1月，青山敏弘正式和广岛三箭签约。4月29日，在日本联赛盃小组赛第二轮对阵横滨水手的的比赛中，青山敏弘上演职业生涯首秀，并在比赛中射进职业生涯首秀，并在比赛中打入进自己职业生涯首球，不过最终广岛三箭1比2不敌对手。这也是青山敏弘在2004年的唯一一次正式比赛出场。
2005年5月22日，在预备队联赛和神户胜利船比赛中左膝前十字韧带断裂。2005年赛季，青山敏弘未能得到出场机会。
2006年6月，米哈伊洛·彼德洛维奇担任球队教练后，开始启用青山敏弘，他也因为一跃成为球队的主力球员。
2008年赛季帮助广岛三箭获得日乙联赛冠军，升入日职联赛并获得日本超级杯冠军。
2012年赛季帮助广岛三箭获得日职联赛冠军，青山敏弘本人入选日职联赛赛季最佳阵容。
2013年赛季帮助广岛三箭获得日职联赛冠军和日本超级杯冠军，青山敏弘本人入选2013年赛季日职联赛最佳阵容。
2015年赛季帮助广岛三箭获得日职联赛冠军，青山敏弘本人荣获日职联赛赛季最佳球员奖（MVP）和日本冠军季后赛最佳球员奖（MVP），入选2015年赛季日职联赛最佳阵容，青山敏弘在日职联赛第17轮打入进球当选2015年赛季日职联赛最佳进球。

## 国家队生涯
2011年8月，青山敏弘首次入选日本国家足球队集训候补名单。
2013年7月，青山敏弘入选日本国家队参加2013年東亞盃的23人名单，7月21日，他在日本3-3战平中国的比赛中出场，完成国家队生涯首秀，7月28日，在日本2-1战胜南韩的比赛中，青山敏弘打入自己的首个国家队入球。他也参加过2014年巴西世界盃。
2018年5月24日，青山敏弘因膝伤复发将不会随日本队参加2018年俄罗斯世界杯。

## 外部連結
- 青山敏弘 – FIFA國際賽競賽紀錄 (存檔)
- Soccerway資料庫：青山敏弘
- 日本職業足球聯賽中的青山敏弘 （日語）
- Profile at Sanfrecce Hiroshima （页面存档备份，存于）